# MFE - MediaForEurope
 (avril 2016).
Si vous disposez d'ouvrages ou d'articles de référence ou si vous connaissez des sites web de qualité traitant du thème abordé ici, merci de compléter l'article en donnant les références utiles à sa vérifiabilité et en les liant à la section « Notes et références ».
MFE - MediaForEurope N.V. (à l'origine Mediaset S.r.l., puis Mediaset S.p.A., et puis Mediaset N.V.) est un groupe de média italien présent dans le secteur télévisuel, la production audiovisuelle, la presse et l'Internet. Il contrôle notamment les chaînes de télévision italiennes Canale 5, Italia 1, Rete 4, la chaîne tunisienne Nessma et, en Espagne, Telecinco et Cuatro, ce qui fait de lui le premier groupe privé dans le secteur de la communication.
Le groupe est associé à Silvio Berlusconi et sa famille, principal actionnaire au travers de son holding Fininvest,.

## Historique
La société Mediaset S.r.l., créé en 1993, est née de la restructuration de l’activité Télévisions de Fininvest (créée en 1975) qui y a transféré ses droits de programme télévision et ses participations dans plusieurs sociétés de production cinématographique et de distribution. Entre 1994 et 1995, Fininvest transfère également à l’actif du groupe Publitalia ’80, Reteitalia et RTI alors que Mediaset S.p.A. acquiert en moyens propres les sociétés Videotime, RTI Music et Elettronica industriale[réf. nécessaire].
Depuis 1996, le groupe est coté sur le S&P/MIB, marché boursier italien. Mediaset diffuse les trois chaînes hertziennes du groupe en Italie : Canale 5, Italia 1 and Rete 4.
Fondé par Silvio Berlusconi Mediaset est désormais contrôlé par sa famille au travers de la holding Fininvest S.p.A., elle-même détenue à hauteur de 96 %. Le siège de Mediaset est situé à Milan en Lombardie. Le groupe est coté en bourse depuis 1996[réf. nécessaire].
En 2005, la chaîne jeunesse gratuite Boing est créée, fruit de l'association de Time Warner et Mediaset. Une version italienne de Cartoonito est ensuite lancée en septembre 2011. Petite sœur de Boing, elle vise un public plus jeune.
Le 8 avril 2016, un échange de participation avec Vivendi est annoncé, chaque entreprise prenant 3,5 % de l'autre, l'entreprise française reprenant également intégralement le bouquet de télévision payante Mediaset Premium (jusque-là détenu par Mediaset à 89 % et Telefónica à 11 %) ; le but de l'opération est notamment de contrer Netflix, en mettant en commun leurs activités de vidéo à la demande.
En octobre 2021, le siège social de Mediaset S.p.A. a été transféré à Amsterdam, devenant Mediaset N.V.
En novembre de la même année, le nom de la société a été changé en MFE - MediaForEurope N.V.

## Chaînes
- Canale 5 : C’est en 1978, sous la marque de Telemilano, télévision locale, que débute la diffusion de Canale 5. Par la suite son réseau s’étend au travers de diverses autres télévisions locales, jusqu’à parvenir à une couverture quasi nationale. En 1980, Télémilano change son nom en Canale 5 et achève la couverture nationale du territoire. Canale 5 est une chaîne généraliste (informations, fictions, talk show et sport) destinée à un public familial. En 2009, elle a atteint 20,67 % de l’audience nationale.
- Italia 1 : Rachetée en 1982 par Fininvest au groupe Rusconi, Italia 1 est une chaîne de divertissement diffusant des fictions, films, variétés, sport et dessins animés, s’adressant à un public plus jeune. En 2009, elle a atteint 10,38 % de l’audience nationale.
- Retequattro : Rachetée en 1984 par Fininvest au groupe Mondadori, Retequattro s’adresse à une audience plus mûre et rencontre plus particulièrement de succès auprès de la ménagère de plus de cinquante ans Elle diffuse des programmes d’actualité, des films, des fictions, des divertissements et d’art. En 2009, elle a atteint 7,76 % de l’audience nationale.
- La 5 (Divertissement)
- Xtra (Divertissements)
- Italia 2
- Cine34 (Films)
- Iris (Cinéma)
- Canale 20 (Films, Series)
- Top Crime
- Focus
- Cartoonito
- TGCOM24 (Informations)

## Structure détaillée et participations
- Nessma Broadcast SA (32,27 %)
- Nessma SA (34,12 %)
- EI Towers S.p.A. (40 %)
  - Towertel S.p.A. (100 %)
  - NetCo S.p.A. (100 %)
  - EIT Radio S.r.l. (100 %)
  - NETTROTTER S.r.l. (100 %)
- Mediaset Italia S.p.A. (100 %)
  - Publitalia '80 S.p.A. (100 %)
    - Digitalia '08 S.r.l. (100 %)
    - Publieurope Ltd (100 %)
    - Beintoo S.p.A. (80 %)
    - Mediamond S.p.A. (50 %)
    - Adtech Ventures S.p.A. (50 %)
      - European Broadcaster Exchange (EBX) Limited (25 %)

  - RTI S.p.A. (100 %)
    - Auditel S.r.l. (26,67 %)
    - Elettronica Industriale S.p.A. (100 %)
    - RadioMediaset S.p.A. (100 %)
      - Radio Studio 105 S.p.A. (100 %)
      - RMC Italia S.p.A. (100 %)
      - Virgin Radio Italy S.p.A. (99,99 %)
      - Radio Subasio S.r.l. (100 %)
      - Radio Aut S.r.l. (100 %)

    - Medusa Film S.p.A. (100 %)
    - Taodue S.r.l. (100 %)
      - Medset Film S.a.s. (100 %)

    - R2 S.r.l. (100 %)
    - Boing S.p.A. (51 %)
    - Fascino Produzioni Gestione Teatro S.r.l. (50 %)
    - Titanus Elios S.p.A. (30 %)
    - tivù S.r.l. (48,16 %)
    - Studio 71 Italia S.r.l. (49 %)
    - Superguida TV S.r.l. (49 %)
- Mediaset Investment N.V. (100 %)
- Mediaset España Comunicación S.A. (53,26 %)
  - ProSiebenSat.1 Media SE (9,75 %)
  - Publiespaña SAU (100 %)
    - Publimedia Gestión SAU (100 %)
    - NETSONIC SL (100 %)
    - ANINPRO CREATIVE SL (51 %)
    - Aunia Publicidad Interactiva SLU (50 %)
    - Adtech Ventures S.p.A. (50 %)
      - European Broadcaster Exchange (EBX) Limited (25 %)

  - Grupo Audiovisual Mediaset España Comunicación SAU (100 %)
  - CONNECTA 5 TELECINCO SAU (100 %)
  - Mediacinco Cartera SL (100 %)
  - Grupo Editorial Tele 5 SAU (100 %)
  - Advertisement for Adventures, SLU (100 %)
  - Producción y Distribucción de Contenidos Audiovisuales Mediterraneo, SLU (100 %)
    - Telecinco Cinema SAU (100 %)
      - Furia de Titanes II A.I.E. (34 %)

    - MegaMedia Televisión SL (65 %)
    - Supersport Televisión SL (62,5 %)
    - Buldog TV Spain SL (30 %)
    - El Desmarque Portal Deportivo SL (60 %)
    - La Fabrica De La Tele SL (30 %)
    - Unicorn Content SL (30 %)
    - Producciones Mandarina SL (30 %)
      - Campanilla Films SL (100 %)

    - Melodia Producciones SL (40 %)
    - Alea Media SA (40 %)
    - Fenix Media Audiovisual SL (40 %)

## Direction de l'entreprise

### Conseil d'administration
- Fedele Confalonieri : président-directeur général
- Pier Silvio Berlusconi : vice-président (président de RTI)
- Giuliano Adreani : administrateur délégué (président de Publitalia '80)
- Gina Nieri : conseiller
- Marina Berlusconi : conseiller
- Nicolas Querçi : conseiller et président de MediaShopping
- Cannatelli Pasquale, Paolo Andrea Colombo, Carlo Secchi, Ventura Attilio, Mauro Crippa, Bruno Ermolli, Giordano Marco et Messina Alfredo : Conseillers

### Comité exécutif
- Fedele Confalonieri : président-directeur général
- Pier Silvio Berlusconi : vice-président (président de RTI)
- Giuliano Adreani : administrateur délégué (président de Publitalia '80)
- Gina Nieri : conseiller

### Conseil de surveillance
- Alberto Giussani
- Francesco Vittadini
- Silvio Bianchi Martini
- Mario D'Onofrio
- Antonio Marchesi

## Données boursières
- Actionnaires principaux :
  - 2005 : Fininvest 48,3 %, Al Waleed 2,3 %, Albacom 2,1 %, Putnam 2,0 % et flottant 45,4 %.

## Expériences européennes

### La Cinq– Expérience française
1985 marque une étape significative de l’expansion du groupe de Silvio Berlusconi au plan européen. En effet, en août de cette même année, le gouvernement de Laurent Fabius annonce l’ouverture de fréquences hertziennes supplémentaires. Le cinquième réseau hertzien est attribué au projet de Silvio Berlusconi (associé à Jérôme Seydoux et Christophe Riboud). L’intervention directe de Bettino Craxi, (président socialiste du Conseil italien, condamné à plusieurs reprises en Italie pour corruption et détournement de fonds, exilé entre 1994 à sa mort en 2000, à Tunis) a, semble-t-il, été assez déterminante à l’époque. En mars 1986, le gouvernement de Jacques Chirac, devenu premier ministre permet de mettre en relief les privilèges injustifiés accordés à La Cinq lors de son lancement par le gouvernement précédent : absence de limites des coupures publicitaires (contrairement à TF1, nouvellement privatisée), obligation de production originale réduite à 25 % (au lieu de 41 %), diffusion de film deux ans seulement après leurs sorties en salles (au lieu de 3 ans). La concession du cinquième réseau est alors attribuée au duo Silvio Berlusconi / Robert Hersant en février 1987.
Sous le poids des dettes, Robert Hersant cède sa part dans La Cinq au groupe Hachette, alors dirigé par Jean-Luc Lagardère, candidat malheureux au rachat de TF1 en 1987 et qui rêve d'acquérir une chaîne de télévision nationale. Le 23 octobre 1990, le CSA accorde la chaîne à Hachette. Placée en redressement judiciaire le 31 décembre 1991, La Cinq cesse définitivement d'émettre le dimanche 12 avril 1992 à minuit.

### Telefünf– Expérience allemande
Berlusconi investit le marché allemand en 1987 par le biais d’un canal munichois diffusant des videoclips musicaux. L’acquisition de 45 % du capital permet de restructurer ce canal et de le renommer Telefünf (Télé 5). Le format de programmation a pour but de capter l’audience d’un public non seulement jeune mais également familial. Pour cela, jeux télévisés, séries nord-américaines, films et informations sont programmés. Toutefois, Telefünf ne peut être diffusée que par le satellite ou par le câble. Or à cette époque, le nombre d’antennes paraboliques, d’une part, et de foyers câblés, d’autre part, n’était pas suffisant pour que l’expérience devienne viable. Fermée le 31 décembre 1992, la chaîne a été relancée par le Tele München Gruppe le 28 avril 2002. Il s'agit aujourd'hui d'une chaîne largement axée sur les films du blockbusters américains, n'a plus rien à voir avec les chaînes de l'univers Mediaset  et est repris en juillet 2020 par le groupe américain Discovery Communications.

### Telecinco– Expérience espagnole
Devant une contestation grandissante contre le monopole public, la libéralisation de la télévision en Espagne intervient en 1989 par l’octroi de trois licences à des canaux privés, dont Telecinco. Berlusconi acquiert 25 % de l’entreprise gestionnaire du nouveau canal Gestevision – Telecinco S.A. seulement, mais également de Publiespaña la régie publicitaire, et Videotime España maison de production. À cette époque la participation étrangère au capital d’une société espagnole ne peut excéder 25 %. Compte tenu de cet obstacle et de mouvements troubles entre les principaux actionnaires de Gestevision, Berlusconi se trouvera des années plus tard devant les tribunaux espagnols aux motifs d’opérations illégales intervenues entre 1990 et 1993.
En 1990, la chaîne se situe en deuxième position en part d’audience derrière TVE. Elle diffuse des programmes nouveaux en Espagne, mais très semblables à ceux présentés sur le modèle italien Canale 5. Pourtant dès 1993, la concurrence féroce de Antena 3, autre chaîne privée, ouvre une période de crise qui se traduit par de fortes pertes financières et une baisse de l’audience qui place tele 5 au troisième rang derrière Antena 3 précisément. Période de crise qui s’est également manifestée par le départ du directeur général et a culminé avec la première grève de l’histoire de la télévision privée espagnole et 6 milliards de pesettes de perte en octobre 1993.
En juin 1999, après modification de la loi plafonnant la participation étrangère, Berlusconi acquiert par le biais de Mediaset Investment S.a.r.l. 15 % supplémentaires du capital social de Gestevision Telecinco S.A. et de Publiespaña S.A. Devenu actionnaire de référence avec 40 % du capital, Mediaset acquiert, en mars 2002, encore 12 % du capital de Gestevision Telecinco S.A. et de Publiespaña S.A. En juin 2004, Telecinco fait ses débuts sur le marché boursier espagnol.